# Pedro de Constantinopla
Pedro foi um patriarca de Constantinopla de 654 a 666. Quase nada se sabe sobre sua vida, exceto que também era monotelita e que foi condenado como herético pelo Terceiro Concílio de Constantinopla.